# フルヴィッツのゼータ函数
フルヴィッツのゼータ函数 (Hurwitz zeta function) はゼータ函数の一種で、名前はアドルフ・フルヴィッツに因む。フルヴィッツのゼータ函数は、Re(s) > 1 なる s と Re(q) > 0 なる q の 2 つの複素数に対して、形式的に以下のように定義される。
{\displaystyle \zeta (s,q)=\sum _{n=0}^{\infty }{\frac {1}{(q+n)^{s}}}.}
この級数は与えられた値 s と q に対し絶対収束し、また s ≠ 1 なるすべての s に対して定義される有理型函数へ拡張することができる。フルヴィッツのゼータ函数はリーマンゼータ函数の拡張であり、リーマンゼータ函数はフルヴィッツのゼータ函数を用いて ζ(s, 1) と表される。

## 解析接続
Re(s) ≤ 1 であれば、フルヴィッツのゼータ函数は、式
{\displaystyle \zeta (s,q)=\Gamma (1-s){\frac {1}{2\pi i}}\int _{C}{\frac {z^{s-1}e^{qz}}{1-e^{z}}}dz}
で定義することができる。この積分路 (contour) C は負の実軸を回るループである。この定義は、{\displaystyle \zeta (s,q)} の解析接続をもたらす。
フルヴィッツのゼータ函数は、s ≠ 1 である全ての複素数 s に対して定義される有理型函数へ解析接続により拡張される。また、s = 1 で、留数が 1 である単純極を持つ。定数項は、
{\displaystyle \lim _{s\to 1}\left[\zeta (s,q)-{\frac {1}{s-1}}\right]={\frac {-\Gamma '(q)}{\Gamma (q)}}=-\psi (q)}
で与えられる。ここに Γ はガンマ函数であり、ψ はディガンマ函数である。

## 級数による表現
{\displaystyle \Re \,q>0} と {\displaystyle s\neq 1} である任意の複素数 (ただし {\displaystyle \Re \,q} は q の実部を表す) で定義されるフルヴィッツのゼータ函数のニュートン級数(Newton series) による表現は、1930年に ヘルムート・ハッセ (Helmut Hasse) により、
{\displaystyle \zeta (s,q)={\frac {1}{s-1}}\sum _{n=0}^{\infty }{\frac {1}{n+1}}\sum _{k=0}^{n}(-1)^{k}{n \choose k}(q+k)^{1-s}}
として与えられた。
この級数は、s-平面のコンパクトな部分集合の上で整函数へ均一に収束し、内部の和は {\displaystyle q^{1-s}} の n-次差分であると理解することができる。すなわち、
{\displaystyle \Delta ^{n}q^{1-s}=\sum _{k=0}^{n}(-1)^{n-k}{n \choose k}(q+k)^{1-s}}
が成り立つ。ここに Δ は、差分作用素である。従って、次のように書くことができる。
{\displaystyle {\begin{aligned}\zeta (s,q)&={\frac {1}{s-1}}\sum _{n=0}^{\infty }{\frac {(-1)^{n}}{n+1}}\Delta ^{n}q^{1-s}\\&={\frac {1}{s-1}}{\log(1+\Delta ) \over \Delta }q^{1-s}.\end{aligned}}}

## 積分表現
フルヴィッツのゼータ函数は、メリン変換により積分表現され、{\displaystyle \Re \,s>1} と {\displaystyle \Re \,q>0} に対し、
{\displaystyle \zeta (s,q)={\frac {1}{\Gamma (s)}}\int _{0}^{\infty }{\frac {t^{s-1}e^{-qt}}{1-e^{-t}}}dt}
と表すことができる。

## フルヴィッツの公式
フルヴィッツの公式とは、
{\displaystyle \zeta (1-s,x)={\frac {1}{2s}}\left[e^{-i\pi s/2}\beta (x;s)+e^{i\pi s/2}\beta (1-x;s)\right]}
という定理である。ここに、
{\displaystyle \beta (x;s)=2\Gamma (s+1)\sum _{n=1}^{\infty }{\frac {\exp(2\pi inx)}{(2\pi n)^{s}}}={\frac {2\Gamma (s+1)}{(2\pi )^{s}}}{\mbox{Li}}_{s}(e^{2\pi ix})}
は、{\displaystyle 0\leq x\leq 1} と {\displaystyle s>1} に対して、ゼータ函数の有効な表現である。また、ここの {\displaystyle {\text{Li}}_{s}(z)} は多重対数関数である。

## 函数等式
函数等式は、複素平面内でゼータ函数の右辺と左辺の値を関連付ける。整数 {\displaystyle 1\leq m\leq n} に対し、
{\displaystyle \zeta \left(1-s,{\frac {m}{n}}\right)={\frac {2\Gamma (s)}{(2\pi n)^{s}}}\sum _{k=1}^{n}\left[\cos \left({\frac {\pi s}{2}}-{\frac {2\pi km}{n}}\right)\;\zeta \left(s,{\frac {k}{n}}\right)\right]}
が、s の全ての値に対して成立する。

## テイラー展開
フルヴィッツのゼータ函数の第二引数での微分は、シフト (shift) と見ることができる。
{\displaystyle {\frac {\partial }{\partial q}}\zeta (s,q)=-s\zeta (s+1,q).}
従って、テイラー級数は次のように表せる。
{\displaystyle \zeta (s,x+y)=\sum _{k=0}^{\infty }{\frac {y^{k}}{k!}}{\frac {\partial ^{k}}{\partial x^{k}}}\zeta (s,x)=\sum _{k=0}^{\infty }{s+k-1 \choose s-1}(-y)^{k}\zeta (s+k,x).}
この代わりに {\displaystyle |q|<1} に対し、
{\displaystyle \zeta (s,q)={\frac {1}{q^{s}}}+\sum _{n=0}^{\infty }(-q)^{n}{s+n-1 \choose n}\zeta (s+n)}
が成立する。
スターク・ケイパーの公式 (Stark–Keiper formula)
{\displaystyle \zeta (s,N)=\sum _{k=0}^{\infty }\left[N+{\frac {s-1}{k+1}}\right]{s+k-1 \choose s-1}(-1)^{k}\zeta (s+k,N)}
は、これと密接に関連していて、整数 N と任意の s に対して成り立つ。整数のべきの有限和についての同様な関係式については、ファウルハーバーの公式を参照。

## ローラン級数
ローラン級数展開は、次の級数の中のスティルチェス定数 (Stieltjes constants) を定義することに使うことができる。
{\displaystyle \zeta (s,q)={\frac {1}{s-1}}+\sum _{n=0}^{\infty }{\frac {(-1)^{n}}{n!}}\gamma _{n}(q)\;(s-1)^{n}.}
特に、{\displaystyle \gamma _{0}(q)=-\psi (q)} and {\displaystyle \gamma _{0}(1)=-\psi (1)=\gamma _{0}=\gamma } である。

## フーリエ変換
フルヴィッツのゼータ函数の変数 s での離散フーリエ変換は、ルジャンドルのχ函数 (Legendre chi function) である。

## ベルヌーイ多項式との関係
上で定義した函数 {\displaystyle \beta } は、ベルヌーイ多項式 (Bernoulli polynomials)
{\displaystyle B_{n}(x)=-\Re \left[(-i)^{n}\beta (x;n)\right]}
を一般化する。ここに {\displaystyle \Re \,z} は z の実部を表す。代わりに、
{\displaystyle \zeta (-n,x)=-{B_{n+1}(x) \over n+1}}
と書く。
特に、{\displaystyle n=0} に対して関係式は保たれ、
{\displaystyle \zeta (0,x)={\frac {1}{2}}-x}
を得る。

## ヤコビのテータ函数との関係
{\displaystyle \vartheta (z,\tau )} をヤコビのテータ函数とすると、
{\displaystyle \int _{0}^{\infty }\left[\vartheta (z,it)-1\right]t^{s/2}{\frac {dt}{t}}=\pi ^{-(1-s)/2}\Gamma \left({\frac {1-s}{2}}\right)\left[\zeta (1-s,z)+\zeta (1-s,1-z)\right]}
が、{\displaystyle \Re \,s>0} となる複素数 sと、整数を除く複素数 z に対して成立する。z = n が整数の場合は、この式が単純化できて、
{\displaystyle \int _{0}^{\infty }\left[\vartheta (n,it)-1\right]t^{s/2}{\frac {dt}{t}}=2\ \pi ^{-(1-s)/2}\ \Gamma \left({\frac {1-s}{2}}\right)\zeta (1-s)=2\ \pi ^{-s/2}\ \Gamma \left({\frac {s}{2}}\right)\zeta (s)}
となる。ここの ζ はリーマンゼータ函数である。この後者の式は、リーマンによりもともと与えられたが、リーマンゼータ函数の函数等式であることに注意する。この z が整数であることとそうでないことの差異は、ヤコビのテータ函数が {\displaystyle t\rightarrow 0} のときに z についてくし型関数（周期的デルタ函数）へ収束するという事実による。

## ディリクレのL-函数との関係
有理数の引数に対してフルヴィッツのゼータ函数は、ディリクレのL-函数の線型結合とは、相互に表される関係にある。フルヴィッツのゼータ函数は、q = 1 のときにはリーマンゼータ函数 ζ(s) に一致する。q = 1/2 のときには、フルヴィッツのゼータ函数は (2s−1)ζ(s) に等しくなり、k > 2 のとき、q = n/k で (n,k) > 1 かつ 0 < n < k に対しては、mod k のディリクレ指標の全てを渡る和として、
{\displaystyle \zeta (s,n/k)={\frac {k^{s}}{\varphi (k)}}\sum _{\chi }{\overline {\chi }}(n)L(s,\chi )}
となる。反対に、線型結合
{\displaystyle L(s,\chi )={\frac {1}{k^{s}}}\sum _{n=1}^{k}\chi (n)\;\zeta \left(s,{\frac {n}{k}}\right)}
で、フルヴィッツのゼータ函数を表すこともできる。
乗法定理(multiplication theorem)
{\displaystyle k^{s}\zeta (s)=\sum _{n=1}^{k}\zeta \left(s,{\frac {n}{k}}\right)}
もあり、この定理の有益な一般化は、分布関係 (distribution relation)
{\displaystyle \sum _{p=0}^{q-1}\zeta (s,a+p/q)=q^{s}\,\zeta (s,qa)}
である（最後の式は q が自然数で、1 − qa が自然数でない場合はいつでも有効である）。

## ゼロ点
q = 1 であれば、フルヴィッツのゼータ函数はリーマンゼータ函数自体となり、q = 1/2 であれば、リーマンゼータ函数に複素変数 x の単純な函数をかけたものとなる（上記参照）。どちらの場合も、リーマンゼータ函数のゼロ点の難しい研究へ繋がっている。特に、実部が 1 よりも大きなところにはゼロ点は存在しない。しかし、0 < q < 1 で、かつ q ≠ 1/2 であれば、フルヴィッツのゼータ函数は任意の正の実数 ε に対し帯状領域 1 < Re(s) < 1+ε でゼロ点を持つ。このことは、q が有理数の場合と非代数的な無理数の場合に、ハロルド・ダヴェンポート(Harold Davenport) とハンス・ハイルブロン(Hans Heilbronn) により証明され、代数的な無理数 q に対しては、J. W. S. キャスルズ(J. W. S. Cassels) により証明された 。

## 有理数値
フルヴィッツのゼータ函数は、有理数での多くの印象的な恒等式の形をとる。特に、オイラー多項式 (Euler polynomial) {\displaystyle E_{n}(x)} の項は、
{\displaystyle E_{2n-1}\left({\frac {p}{q}}\right)=(-1)^{n}{\frac {4(2n-1)!}{(2\pi q)^{2n}}}\sum _{k=1}^{q}\zeta \left(2n,{\frac {2k-1}{2q}}\right)\cos {\frac {(2k-1)\pi p}{q}}}
と
{\displaystyle E_{2n}\left({\frac {p}{q}}\right)=(-1)^{n}{\frac {4(2n)!}{(2\pi q)^{2n+1}}}\sum _{k=1}^{q}\zeta \left(2n+1,{\frac {2k-1}{2q}}\right)\sin {\frac {(2k-1)\pi p}{q}}}
である。
また、等式
{\displaystyle \zeta \left(s,{\frac {2p-1}{2q}}\right)=2(2q)^{s-1}\sum _{k=1}^{q}\left[C_{s}\left({\frac {k}{q}}\right)\cos \left({\frac {(2p-1)\pi k}{q}}\right)+S_{s}\left({\frac {k}{q}}\right)\sin \left({\frac {(2p-1)\pi k}{q}}\right)\right]}
も {\displaystyle 1\leq p\leq q} に対して成り立つ。ここに、{\displaystyle C_{\nu }(x)} と {\displaystyle S_{\nu }(x)} はルジャンドルのχ函数 (Legendre chi function) {\displaystyle \chi _{\nu }} を使い、
{\displaystyle C_{\nu }(x)=\operatorname {Re} \,\chi _{\nu }(e^{ix})}
と
{\displaystyle S_{\nu }(x)=\operatorname {Im} \,\chi _{\nu }(e^{ix})}
である。
整数の値 ν に対し、これらはオイラー多項式の項で表現される。これらの関係式は、上記のフルヴィッツ公式と函数等式を使い得ることができる。

## 応用
フルヴィッツのゼータ函数は、様々な分野で発生する。最も共通には数論で発生し、そこでの理論は最も深く、最も発達している。一方、フラクタルや力学系での研究でも発生する。統計力学にも適用され、ジップの法則やジップ・マンデルブロの法則 (Zipf–Mandelbrot law) でも発生する。素粒子物理学では、ジュリアン・シュウィンガー (Julian Schwinger)  による公式でも発生し、均一な電気的な場の中のディラック電子の対生成率を正確にあたえる。

## 特殊な場合と一般化
正の整数 m に対するフルヴィッツのゼータ函数は、ポリガンマ函数
{\displaystyle \psi ^{(m)}(z)=(-1)^{m+1}m!\zeta (m+1,z)}
に関係している。負の整数 −n に対して、値はベルヌーイ多項式 (Bernoulli polynomials) 
{\displaystyle \zeta (-n,x)=-{\frac {B_{n+1}(x)}{n+1}}}
に関係している。
バーンズのゼータ函数 (Barnes zeta function) は、フルヴィッツのゼータ函数を一般化したものである。
レルヒのゼータ函数(Lerch transcendent) も、フルヴィッツのゼータ函数を次のように一般化したものである。
{\displaystyle \Phi (z,s,q)=\sum _{k=0}^{\infty }{\frac {z^{k}}{(k+q)^{s}}}}
であるので、
{\displaystyle \zeta (s,q)=\Phi (1,s,q)}
となる。
超幾何級数
{\displaystyle a_{1}=a_{2}=\ldots =a_{s}=a} かつ {\displaystyle a\notin \mathbb {N} } かつ {\displaystyle s\in \mathbb {N} ^{+}} のとき、
{\displaystyle \zeta (s,a)=a^{-s}\cdot {}_{s+1}F_{s}(1,a_{1},a_{2},\ldots a_{s};a_{1}+1,a_{2}+1,\ldots a_{s}+1;1)} である。
メイジャーのG-函数(Meijer G-function)
{\displaystyle \zeta (s,a)=G\,_{s+1,\,s+1}^{\,1,\,s+1}\left(-1\;\left|\;{\begin{matrix}0,1-a,\ldots ,1-a\\0,-a,\ldots ,-a\end{matrix}}\right)\right.\qquad \qquad s\in \mathbb {N} ^{+}.}